# عزلة حورة (ريمة)

تعديل مصدري - تعديل

عزلة حورة هي إحدى عزل مديرية الجبين في محافظة ريمة اليمنية ويبلغ تعداد سكانها 6854 نسمة حسب التعداد السكاني في اليمن لعام 2004.